# 69231 Alettajacobs
69231 Alettajacobs è un asteroide della fascia principale. Scoperto nel 1972, presenta un'orbita caratterizzata da un semiasse maggiore pari a 2,6442887 au e da un'eccentricità di 0,2622844, inclinata di 31,64680° rispetto all'eclittica.
L'asteroide è dedicato al medico olandese Aletta Jacobs, la prima studentessa laureatasi in medicina nei Paesi Bassi..